# Episodi di Zero Day
La prima stagione della serie televisiva Zero Day, composta da sei episodi, è stata pubblicata in prima visione a livello globale il 20 febbraio 2025 sulla piattaforma di streaming Netflix.
| nº | Titolo originale | Titolo italiano | Distribuzione (globale) |
| -- | ---------------- | --------------- | ----------------------- |
| 1  | Episode 1        | Episodio 1      | 20 febbraio 2025        |
| 2  | Episode 2        | Episodio 2      | 20 febbraio 2025        |
| 3  | Episode 3        | Episodio 3      | 20 febbraio 2025        |
| 4  | Episode 4        | Episodio 4      | 20 febbraio 2025        |
| 5  | Episode 5        | Episodio 5      | 20 febbraio 2025        |
| 6  | Episode 6        | Episodio 6      | 20 febbraio 2025        |

## Episodio 1
- Titolo originale: Episode 1
- Diretto da: Lesli Linka Glatter
- Scritto da: Noah Oppenheim & Eric Newman & Michael Schmidt

### Trama
La vita tranquilla dell'ex presidente George Mullen finisce sottosopra quando gli viene chiesto di condurre un'indagine su un devastante attacco informatico.

## Episodio 2
- Titolo originale: Episode 2
- Diretto da: Lesli Linka Glatter
- Scritto da: Noah Oppenheim & Eric Newman

### Trama
La commissione Mullen indaga su una banda di hacker. La presidente Mitchell valuta le ritorsioni. Un personaggio potente fa alcune richieste a Roger.

## Episodio 3
- Titolo originale: Episode 3
- Diretto da: Lesli Linka Glatter
- Scritto da: Roberto Patino

### Trama
I primi arresti fatti da Mullen provocano le reazioni dei cittadini, in particolare dell'opinionista TV Evan Green. Alex riceve pressioni per indagare su suo padre.

## Episodio 4
- Titolo originale: Episode 4
- Diretto da: Lesli Linka Glatter
- Scritto da: Eli Attie

### Trama
La commissione di Mullen è sotto crescente pressione dopo uno shock al sistema finanziario. Valerie indaga su Proteus. Roger deve prendere una decisione difficile.

## Episodio 5
- Titolo originale: Episode 5
- Diretto da: Lesli Linka Glatter
- Scritto da: Dee Johnson

### Trama
Una tragedia personale riapre vecchie ferite della famiglia Mullen. Lo speaker della Camera Dreyer spinge per un cambio al vertice. Sheila testimonia davanti al Congresso.

## Episodio 6
- Titolo originale: Episode 6
- Diretto da: Lesli Linka Glatter
- Scritto da: Noah Oppenheim & Eric Newman

### Trama
Una nuova minaccia porta a ulteriori disordini in tutto il paese. La presidente Mitchell incontra Mullen, decisa a proteggere la propria rielezione. L'anziano ex presidente si avvicina ai colpevoli ma deve prendere una decisione straziante.